# Ennearthron pruinosulus
Ennearthron pruinosulus is een keversoort uit de familie houtzwamkevers (Ciidae). De wetenschappelijke naam van de soort werd in 1864 gepubliceerd door Jean Pierre Omer Anne Édouard Perris.